# Jersey Devil (video game)
Jersey Devil  é um Videogame de plataforma 3D desenvolvido no Canadá, e lançado mundialmente para o PlayStation. Jersey Devil, o protagonista do jogo, é (sugerido por seu título), o Demônio de Jersey (em português), embora ações mais características para a de um morcego. Sua principal missão é derrotar o Dr. Knarf, que enfrenta Jersey Devil com legumes mutantes e monstros pré-históricos. Jersey Devil usa socos, pulos, e habilidades de deslizamento para derrotar seus inimigos. Em várias áreas do jogo, é necessário coletar todas as cinco letras do nome de Knarf para prosseguir, acrescentando um elemento de quebra-cabeça para a jogabilidade. Há seis áreas do jogo com três níveis cada: dois níveis principais, e um bônus destraváveis nível secreto se o nível do jogador poder Nitro é alta o suficiente.

## Recepção
O jogo foi recebido negativamente por causa dos seus ângulos e gráficos.